# Jean Coulthard
Jean Coulthard, OBC OC (10 de febrer de 1908 - 9 de març de 2000) fou una compositora canadenca i educadora musical. Formà part d'un trio de dones compositores que varen dominar la música del Canadà occidental durant el segle xx: Coulthard, Barbara Pentland, i Violeta Archer. Totes tres moriren en setmanes de diferència l'any 2000. La seva obra es podria classificar com a "prematurament neo-romàntica", enfront de l'ortodòxia serialista que va dominar la vida musical acadèmica a Amèrica del Nord durant els anys 50 i 60. Entre les seves composicions més conegudes s'hi troben Cançó de Bressol, Threnody, Fantasia canadenca, la balada "A Winter's Tale" i la seva òpera Return of the Native.

## Vida i carrera
Nascuda a Vancouver, a la Colúmbia britànica, Coulthard era la filla de Jean Blake Robinson Coulthard, un prominent i influent mestre de música a Vancouver. De la seva mare va rebre formació musical de ben petita i a una edat primerenca conegué l'obra de compositors francesos com Claude Debussy i Maurice Ravel, que l'influenciaren al llarg de la seva vida. Del 1924 al 1928 va estudiar piano amb Jan Cherniavsky i teoria de la música amb Frederick Chubb. Una beca del Vancouver Woman's Musical Club li va permetre seguir estudis a la Royal College of Music els anys 1928-1929 on fou alumna de Kathleen Long, R.O. Morris, i Ralph Vaughan Williams. Durant els anys 30 i principis dels 40, va estudair amb compositors com Béla Bartók, Aaron Copland, i Arnold Schoenberg. Els anys 1944-1945, Coulthard va treballar un any acadèmic sencer amb Bernard Wagenaar de la Juilliard School a Nova York.
Des del 1925, Coulthard va ensenyar piano a l'estudi de la seva mare com a mestre independent (1935–1947). El 1947 entrà al Departament de Música de la Facultat d'Arts de la Universitat de la Colúmbia Britànica, que dirigia Harry Adaskin, on des de 1949 va ensenyar teoria i composició, i des del 1967 al 1973, a la UBC School of Music. El curs 1956-57 va fer una estada a París i Roquebrune, al sud de França, començant una òpera i completant diverses obres importants de cambra i vocals. I més endavant, un altre curs sabàtic a Londres li va permetre treballar amb Gordon Jacob, el compositor i orquestrador britànic.
Entre els compositors que van estudiar amb Coulthard s'hi inclouen: Chan Ka Nin, Michael Conway Forner, Sylvia Rickard, Ernst Schneider, Robert Knox, Jean Ethridge, Joan Hansen, David Gordon Duke, Lloyd Burritt i Frederick Schipizky.
El 1978 va ser nomenada Officer de l'Orde del Canadà. El 1994, va ser distingida amb l'Orde de la Colúmbia Britànica.

## Principals obres
- 4 Estudis per a piano (1945)
- Sonata per a piano (1947)
- Sonata per a cello i piano (1947)
- Quartet de corda núm. 1 (1948)
- Simfonia núm. 1 (1950)
- Variacions en BACH (1951)
- Sonata en duet per a violí i piano (1952)
- Una Oració per Elizabeth per a cordes (1953)
- Quartet de corda núm. 2 Threnody (1954, rev. 1969)
- 12 Preludis (1954–1964)
- Concert per a violí (1959)
- Rapsòdia sonata, per a viola i piano (1962)
- 6 Cançons Medievals, per a baríton i piano (1962)
- Concert per a piano (1963, rev. 1967)
- Endymion, poema simfònic (1964)
- Simfonia coral Aquesta terra (Simfonia núm.. 2) per a cor i orquestra (1967)
- Trio líric, per a piano, violí i cello (1968)
- Divertimento, per a trompa, fagot i piano (1968)
- Sonatina lírica, per a fagot i piano (1971)
- Octet (quartet de corda doble) (1972)
- Simfonia lírica (núm. 3) per a fagot i orquestra (1975)
- Burlesca, per a piano i orquestra (1977)
- Oda simfònica, per a viola i orquestra (1977)
- Simfonia de tardor (núm. 4), per a orquestra de Corda (1984)
- Imatge simfònica Visió del nord, per a orquestra de Corda (1989)